# Ṭāhā Muḥyi al-Dīn Maʿrūf
Ṭāhā Muḥyi al-Dīn Maʿrūf (Sulaymaniyya, 1929 – Amman, 7 agosto 2009) è stato un politico iracheno, servi come vicepresidente di Ahmed Hasan al-Bakr e Saddam Hussein dal 1974 sino all'invasione statunitense dell'Iraq nel 2003.

## Biografia
Muḥyi al-Dīn Maʿrūf nacque in una prominente famiglia curda nel nord dell'Iraq. Nel 1968 entrò nel Partito Ba'th iracheno e rivestì importanti cariche ministeriali. 
Maʿrūf era un curdo etnico nella gerarchia baathista di Saddam Hussein, ma la comunità curda vedeva la sua posizione come una mero gesto, credendo che avesse una carica di poca rilevanza. Ciò nonostante, servì come ambasciatore in Italia, Malta e Albania. Il 2 maggio 2003, le autorità statunitensi annunciarono che Maʿrūf era stato preso prigioniero insieme ad altri due vice di Saddam Hussein Abdel Tawab Mullah Huweish, direttore dell'ufficio d'industrializzazione militare è un vice-primo ministro incaricato dell'approvvigionamento di armi e il generale Mizban Khadr al-Hadi comandante di una delle quattro regioni militari create da Saddam alle soglie dell'invasione statunitense dell'Iraq nel 2003. 
Maʿrūf era il 24° inizialmente il 42° dei più ricercati gerarchi iracheni. Era rappresentato come un nove di diamanti nelle Carte da gioco Most-wanted iraqi. È morto ad Amman capitale della Giordania il 7 agosto 2009, ed è stato sepolto ad Erbil in Iraq il giorno seguente.